# 五·一八讲话
五·一八讲话，是文化大革命爆发后，林彪于1966年5月18日讲的一篇关于防止政变的讲话。

## 经过
1965年11月起，至1966年8月中共八届十一中全会前后，毛泽东进行多项防政变措施：一、更换中共中央办公厅领导人（免杨尚昆，任汪东兴）；二、整肃军事系统高层（如罗瑞卿事件）；三、加强广播事业局安全警卫；四、成立首都工作组，扩编北京卫戍区；五、撤销公安部队番号。这些措施得到了周恩来、邓小平的积极响应和贯彻，周恩来的响应尤为积极。
1966年5月16日，中共中央政治局扩大会议通过《五·一六通知》，文化大革命爆发。此后在18日会议上，林彪讲了一篇后来称为“五·一八讲话”的关于防止政变的话：“本来是常委其他同志先讲好。常委同志们让我先讲”“这里最大的问题，是防止反革命政变，防止颠覆，防止‘苦迭打’，”“最近有很多鬼事，鬼现象，要引起注意。可能发生反革命政变，要杀人，要篡夺政权，要搞资产阶级复辟，要把社会主义这一套搞掉。”“毛主席的话，句句是真理，一句超过我们一万句。”“他的话都是我们行动的准则。谁反对他，全党共诛之，全国共讨之。” 当日会上，周恩来等也说了类似的讲话，周大骂中宣部兼文化部部长陆定一。
中央文革小组成员王力分析：“林彪为什么讲这个呢？是因为毛主席多次讲要防止在我国发生反革命政变。（讲话）毛主席也同意了，划了圈……” 另日，周恩来、邓小平在中共中央政治局扩大会议及刘少奇在民主人士座谈会上也分别发表了防止政变的讲话。
1966年9月，中共中央正式转发林彪“五·一八讲话”全文。该讲话在文革期间流传甚广，影响巨大。

## 评价
毛泽东在1966年7月8日给江青的一封信中对五一八讲话中林彪的一些观点表示了不安和保留。他说：“他（林彪）的一些提法，我总感觉不安。我历来不相信，我那几本小书，有那样大的神通。现在经他一吹，全党全国都吹起来了，真是王婆卖瓜，自卖自夸。我是被他们迫上梁山的，看来不同意他们不行了。在重大问题上，违心地同意别人，在我一生还是第一次。”此信由周恩来奉毛泽东的命令向林彪做了传达。
如今中共官方《毛泽东传》等出版物指这是林彪的“骇人听闻”的一篇“政变经”“使党内和国内的政治空气陡然紧张起来，使本已存在的个人崇拜狂热更加泛滥起来。” 而周恩来、邓小平、刘少奇与其观点相同、论调一致的讲话这些出版物则只字未提。

## 延伸阅读
- 余汝信：《周恩来的“政变经”》，《华夏文摘》增刊2004年11月15日第403期；又载《枫华园》2004年10月15日。